# Disputa territorial de las Islas Senkaku

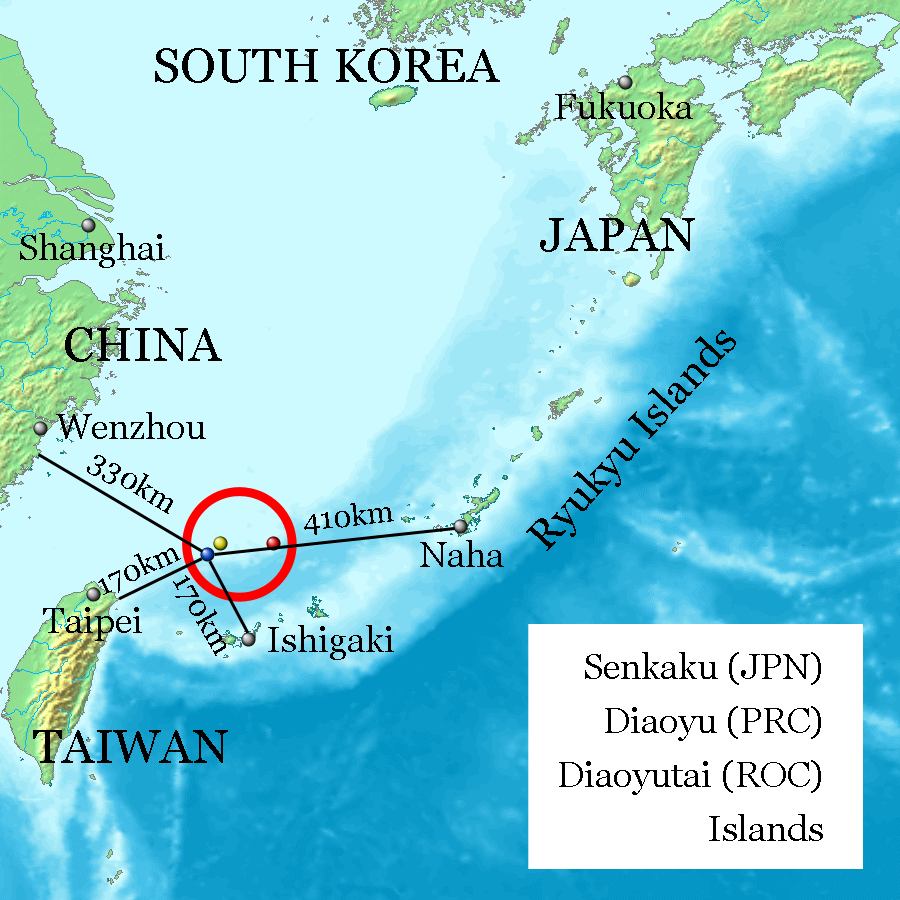
Localización de las islas.

La disputa por las Islas Senkaku se refiere a una disputa territorial en un grupo de islas deshabitadas, las islas Senkaku, que también se conoce como las Islas Diaoyu de China o las Islas Tiaoyutai por Taiwán. El archipiélago es administrado por Japón, al tiempo que se reclama tanto por la República Popular de China como por la República de China. La soberanía sobre las islas daría al propietario los derechos de pesca en las aguas circundantes.
Los Estados Unidos ocuparon las islas desde 1945 hasta 1972. Tanto la República Popular China y Japón indicaron sus reclamos de soberanía con respecto a las islas al Consejo de Seguridad en el momento de la transferencia de EE. UU. de sus facultades administrativas a Japón. Aunque los Estados Unidos no tiene una posición oficial sobre los reclamos de soberanía, las islas están incluidas dentro del Tratado de Seguridad de EE. UU.-Japón, lo que significa que la defensa de las islas de Japón podría obligar al apoyo de los militares de Estados Unidos.
En septiembre de 2012, el gobierno japonés compró tres de las islas en disputa a su propietario privado, lo que provocó protestas a gran escala en China.

## Desarrollo histórico
- 1532: El día 8 del mes quinto (calendario lunar), Chen Kan, enviado en nombre del emperador de la dinastía Ming de China a Ryukyu, registra las islas como puntos de referencia en ruta.[2]

- 1561: Kuo Ju-lin, enviado por Ming, zarpó de Fuzhou el 29 del mes quinto pasando por las islas como puntos de referencia.[2]

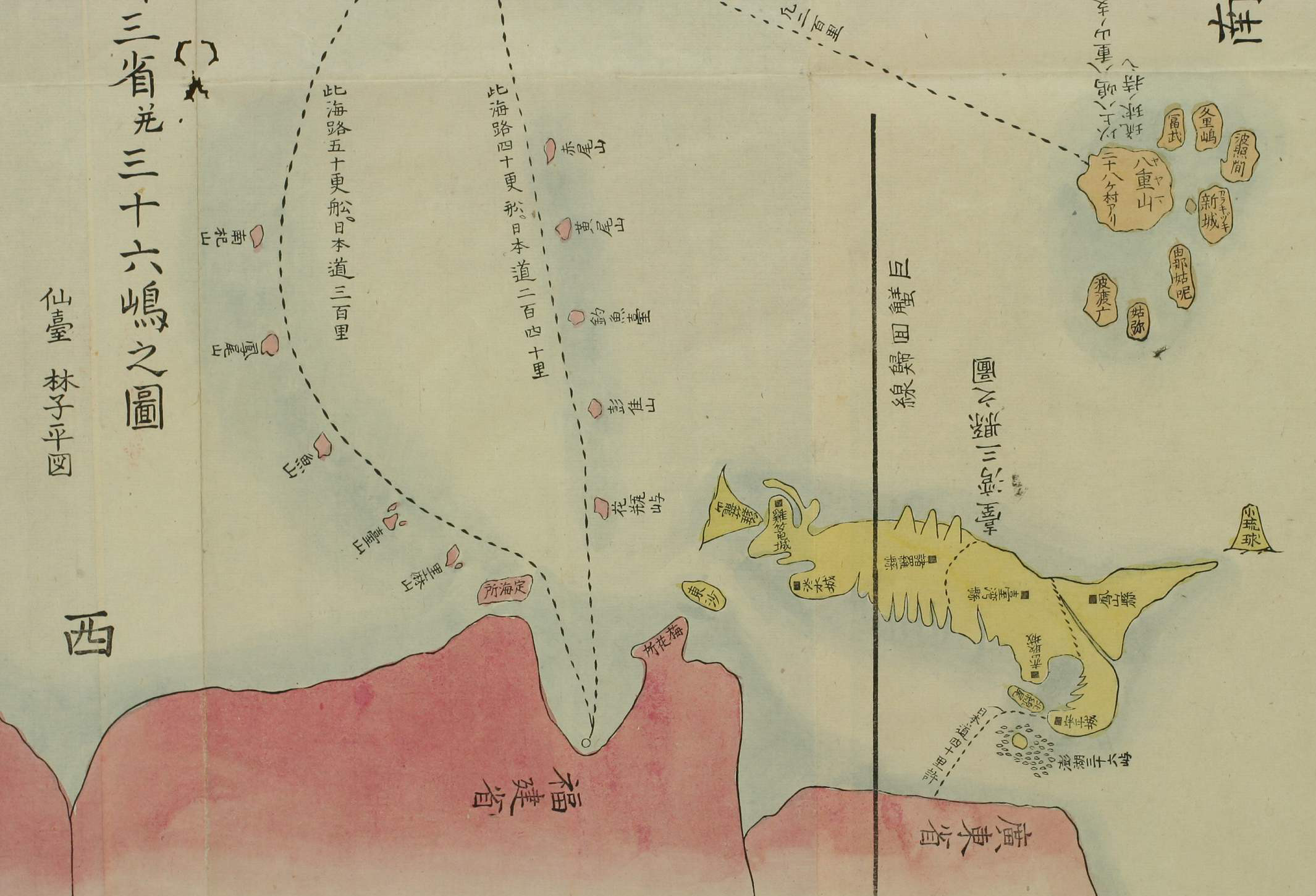
Mapa japonés de 1785 realizado por Hayashi Shihei.

- 1785: Un mapa japonés realizado por Hayashi Shihei indica las islas en el mismo color que el de China, y diferente de la del reino de Ryukyu.[5]

- 1909: la población japonesa de las islas alcanza las 248 personas.[6][7]

- Diciembre de 1971: La República Popular de China por primera vez oficialmente reclama (a través del Diario del Pueblo) la soberanía cuando Japón dio a conocer su punto de vista oficial, con la firma del Tratado de Reversión Okinawa.[8]

- 23 de abril de 2004: un miembro de un grupo japonés de derecha chocó un autobús contra el consulado chino en Osaka, para protestar por las reivindicaciones chinas.[9]

- Julio de 2004: Japón comenzó la exploración de gas natural en lo que considera su propia zona económica exclusiva en el Mar Oriental de China como un paso para hacer frente a la construcción en China de un cercano complejo de gas natural. Japón planea encuestar a una banda de 30 kilómetros de ancho que se extiende entre las latitudes 28 y 30 grados norte, justo dentro de la frontera demarcada por Japón. China rechaza los derechos de Japón para explorar el área al este de la línea mediana entre los dos países, lo que Japón ha propuesto que la línea de demarcación de sus zonas económicas exclusivas.

- Julio de 2004: un grupo de chinos realizaron una manifestación frente a la embajada japonesa en Pekín para protestar por las actividades de exploración de Japón de petróleo en un área disputada del Mar Oriental de China. Los manifestantes, fueron organizados por la sede en Pekín de una organización llamada Red Alianza Patriots.

- 17 de marzo de 2006: Kyodo News informó de que el embajador de EE. UU. en Japón, Thomas Schieffer, consideraba "las islas como territorio de Japón" en su discurso en Tokio.

- 27 de octubre de 2006: Un grupo de activistas del Comité de acción de Hong Kong para la Defensa de las Islas Diaoyu se acercó a las islas para mostrar el apoyo a las demandas chinas a las Islas Diaoyu. Se les impidió desembarcar en las islas por la Guardia Costera de Japón. Más tarde, el PLAN llevó a cabo un ejercicio militar en la zona.

### 2008
- El 10 de junio de 2008, la embarcación Lien Ho (联合 号) de Taiwán sufrió una colisión con el buque patrulla japonés Koshiki. El buque se hundió en las aguas territoriales en disputa que han sido reclamadas por Japón y Taiwán. El equipo taiwanés que estaban a bordo del buque afirma que la fragata japonesa deliberadamente se estrelló contra ellos, la guardia costera japonesa afirmó inicialmente que el barco taiwanés se había estrellado contra el buque patrulla. Japón inicialmente detuvo al capitán.

- El 13 de junio, el capitán fue liberado.

- El 16 de junio, un barco que transportaba a activistas de Taiwán, defendido por cinco embarcaciones de la Guardia Costera de la República de China, se acercó a unas 0,4 millas náuticas (740 m) de la isla principal, en una afirmación de la soberanía de las islas. Los barcos taiwaneses fueron seguidos por los barcos de la Guardia Costera japonesa, pero no se intentó interceptarlos.

- El 20 de junio, al publicar el vídeo tomado por las personas a bordo del barco taiwanés, Japón se disculpó por el incidente y aceptó pagar NT $ 10 millones (311.000 dólares EE. UU.) en concepto de indemnización al propietario de la embarcación. Liu Chao-shiuan, primer ministro de la República de China, se ha negado a descartar el uso de la fuerza para defender las islas contra los avances japoneses. El gobierno de la República de China retiró a su principal representante en Japón en señal de protesta. El 20 de junio, el embajador de facto de Japón en Taiwán pidió disculpas en persona al capitán del barco taiwanés Lien Ho.

### 2010
Septiembre
- El 7 de septiembre de 2010, un barco pesquero chino chocó con dos lanchas patrulleras de la Guardia Costera japonesa en las aguas en disputa, cerca de las islas. El choque se produjo después de que la Guardia Costera japonesa ordenó al pesquero abandonar la zona. Después de la colisión, los marineros japoneses subieron al barco chino y arrestaron al capitán Zhan Qixiong.

- El 18 de septiembre, en el 79° aniversario del Incidente de Mukden, se celebraron generalizadas protestas antijaponesas en Pekín, Shanghái, Shenzhen, Hong Kong y Shenyang.

- El 22 de septiembre, el primer ministro chino Wen Jiabao amenazó con emprender acciones si el capitán del barco pesquero chino no era puesto en libertad.

- El 24 de septiembre, Japón libera al capitán chino.[10]

- El 25 de septiembre, China exigió una disculpa y una compensación de Japón al capitán del barco chino en el incidente de colisión. Japón rechazó la demanda china.

- El 27 de septiembre, Japón dijo que protestaría contra China por los daños a sus barcos de patrulla en la colisión.

Octubre
- El 2 de octubre, se produjo en Tokio y otras seis ciudades en Japón una protesta a gran escala contra China.

- El 3 de octubre, un grupo de manifestantes japoneses marcharon al centro comercial Ikebukuro especializado en comida china exigiendo que las islas sean defendidas contra los chinos.

- El 6 de octubre, un ejercicio militar de EE. UU./Japón está previsto, basado en la defensa de Okinawa en diciembre, aunque el primer ministro japonés, Naoto Kan, dijo al parlamento que el ejercicio militar conjunto no estaba planeado específicamente con las islas en mente.

- El 14 de octubre, el ministro de Relaciones Exteriores de Japón, Seiji Maehara, junto con otros miembros del partido PLD presentó una demanda contra Google exigiendo la eliminación del nombre chino "Diaoyutai" de sus servicios de mapas interactivos. Google se negó, afirmando que deseaba permanecer "neutral".

### 2011
- El 29 de junio de 2011, un barco pesquero de Taiwán, llamado "Tafa 268", con algunos activistas a bordo, navegó hasta unas 23 millas náuticas de las islas. La guardia costera japonesa inmediatamente movilizó cuatro buques de patrulla para bloquear al "Tafa 268", y un helicóptero japonés también fue enviado a vigilar el barco taiwanés. La Guardia Costera taiwanesa (CGA) envió cinco buques patrulla y logró romper el bloqueo japonés navegando cerca del barco de pesca taiwanés. Los buques guardacostas de ambos lados reiteraron que las islas en disputa eran su propio territorio, pero no ocurrió la colisión, y "Tafa 268" se dirigió a casa escoltada por los barcos de la CGA después de un enfrentamiento de 25 minutos.

- El 3 y el 4 de julio, nueve barcos pesqueros japoneses, incluyendo uno propiedad de un alto funcionario de un grupo nacionalista japonés, estaban pescando cerca de las islas. Pekín presentó una protesta contra Tokio el 4 de julio de 2011, sobre tales actividades pesqueras japonesas. El Ministerio de Relaciones Exteriores chino exige que los buques japoneses de pesca se retiren inmediatamente. En la mañana del 3 de julio, la Guardia Costera de Japón encontró a la patrulla pesquera china "Pesca 201" en aguas cercanas a las islas. Buques japoneses patrulla emitieron una advertencia de "No entre en las aguas territoriales japonesas". El "Pesca 201" respondió entonces que estaba realizando tareas legítimas en las aguas alrededor de las islas bajo la jurisdicción de China. También el 4 de julio, dos aviones militares chinos se acercaron a las islas en disputa. Cuando los aviones llegaron a 37 millas de las islas, la Fuerza Aérea de Autodefensa de Japón (FAAJ) inmediatamente envió un F-15 para interceptarlos.

- Al parecer influenciado por la disputa con China sobre las Senkaku, Japón vocalmente apoyó a Estados Unidos en noviembre en la Cumbre de Asia Oriental de 2011 en declarar que el Mar Meridional de China, gran parte de que China reclama, está bajo la jurisdicción del derecho marítimo internacional y las disputas sobre el área deben ser resueltas a través de la cooperación multinacional y el diálogo. China, en cambio, declaró que cualquier disputa sobre la posesión del Mar del Sur de China debe resolverse bilateralmente, no a través de múltiples foros o charlas.

- Ante la planeada visita de estado del primer ministro Yoshihiko Noda (diciembre de 2011) a la República Popular de China, el gobierno chino pidió que los dos países comiencen las negociaciones sobre las fronteras nacionales en el Mar Oriental de China. Según Kyodo News, la propuesta de China parece ser un esfuerzo para que Japón reconozca que existe una disputa territorial sobre las islas Senkaku.

### 2012
- El 1 de enero, cuatro miembros de la asamblea municipal de Ishigaki visitaron la isla de Uotsuri. El alcalde de Ishigaki, sin embargo, afirmó que los cuatro podrían haber actuado sin la debida autorización y las personas que deseen visitar la isla primero debe obtener el permiso del gobierno central japonés. En respuesta, un grupo de activistas chinos de Hong Kong intentó navegar hasta las islas para protestar contra las acciones japonesas, pero fueron bloqueados en Hong Kong y obligados a regresar a puerto.

- El 16 de enero, Japón anunció que le pondría nombre a 39 islotes deshabitados previamente carentes del mismo, incluyendo cuatro de ellos en las Senkaku. En respuesta, el portavoz del Ministerio de Relaciones Exteriores chino Liu Weimin dijo: "Nuestra posición es muy clara sobre la cuestión de las islas Diaoyu. China tiene soberanía indiscutible sobre las islas Diaoyu que han sido una parte inherente de China desde tiempos antiguos". Japón completó el nombramiento de todas las islas el 3 de marzo de 2012, incluyendo Hokusei Kojima y otros tres islotes cercanos a las Senkaku. En respuesta, China dio sus propios nombres a los islotes sin nombre anteriormente y el ministro de Relaciones Exteriores Yang Jiechi, exhortó a Japón a "reconocer plenamente la complejidad y sensibilidad de los temas relacionados con la historia y las Islas Diaoyu" y "manejar adecuadamente estos temas sensibles sobre la base de los intereses generales de las relaciones entre China y Japón". Taiwán respondió no estar de acuerdo tanto con la denominación de la República Popular China y de Japón de las islas, con el ministro de Relaciones Exteriores Timothy Yang diciendo que Taiwán se ocuparía de la cuestión en función de sus propios intereses nacionales.

- El 21 de enero, los legisladores de la dieta japonesa Koichi Mukoyama y Yoshitaka Shindo visitaron las islas, declararon que las islas, varias de las cuales son todavía propiedad privada de ciudadanos japoneses, tenían que estar totalmente nacionalizadas. Su visita fue la primera realizada por los políticos nacionales desde 1997.

- El 16 de marzo, la República Popular China envió los barcos patrulla Haijian 50 y Haijian 66 a patrullar cerca de las islas Senkaku, y el portavoz de la cancillería Liu Weimin anunció que la medida era para ayudar a proteger el territorio de la República Popular China y que las islas eran parte del territorio de la República Popular China. La tripulación de un buque japonés cercano de la guardia costera dijo que el Haijian 50 entró en aguas territoriales japonesas durante 25 minutos, y advirtió al buque que las abandonase. Un portavoz del gobierno japonés declaró posteriormente que el buque no había entrado en realidad en aguas de Japón, pero el gobierno japonés presentó una protesta oficial ante el embajador chino en Japón, Cheng Yonghua. Según el Diario del Pueblo del 21 de marzo de 2012, un funcionario no identificado de la Administración Estatal de Oceanografía señaló que "la República Popular China tiene la intención de patrullar las islas Diaoyu para impugnar una potencial demanda japonesa futura de las islas".

- El 4 de julio, los guardacostas de Taiwán y Japón colisionaron en las aguas cercanas a la disputada cadena de islas mientras el buque taiwanés estaba escoltando a los activistas de la zona.

- El 7 de julio, el primer ministro del Japón declaró que estas islas son una parte integral de su país y el Gobierno está considerando la compra al dueño japonés. Tres patrulleras chinas entraron en las aguas en disputa en torno a estas islas el 11 de julio de 2012. El 15 de julio de 2012, Japón recordó a su embajador en China trabajar en la respuesta a la transgresión. A finales de julio, las autoridades japonesas han levantado alarmas sobre el aumento de la expansión militar china. Los hechos dan lugar a protestas generalizadas en China.

- El 8 de agosto, después de una reunión entre el ministro de Defensa japonés y el secretario de Defensa estadounidense, se anunció que los UAVs se utilizarían para llevar a cabo la vigilancia alrededor de Okinawa, que incluirá las islas Senkaku.

- El 15 de agosto, buques que transportaban activistas de Hong Kong se acercaron a las islas, pero fueron detenidos por la Guardia Costera de Japón. Siete activistas saltaron de las naves para nadar hasta la orilla, cinco de los cuales llegaron a la isla.[11] Los activistas y sus barcos fueron detenidos por las autoridades japonesas. Los activistas detenidos fueron deportados dos días después.[12]

- El 18 de agosto, una flotilla de cuatro barcos que transportaba a unos 150 activistas japoneses organizados por el grupo de derechas Nippon Ganbare[13] llegó a las islas. Los activistas expresaron su deseo de conmemorar las muertes japonesas durante la II Guerra Mundial de la zona. Cuando a los activistas se les negó el permiso para desembarcar, varios de ellos nadaron hasta las islas.[14] Diez activistas nadaron hasta las islas y realizaron un desembarque no autorizado en Uotsuri, donde levantaron banderas japonesas.[15][16] El Ministerio de Relaciones Exteriores de China protestó por el evento afirmando que la acción unilateral de Japón sobre las islas "es ilegal e inválida". China también presentó una queja formal, e instó a Japón a evitar fricciones.[17] La llegada de la flotilla al archipiélago también desencadenó manifestaciones antijaponesas en más de 25 ciudades chinas,[18][19] y 100 personas se reunieron cerca del consulado de Japón en la sureña ciudad china de Cantón para exigir que los japoneses abandonaran las islas.[13][17][20]

#### Protestas chinas antijaponesas

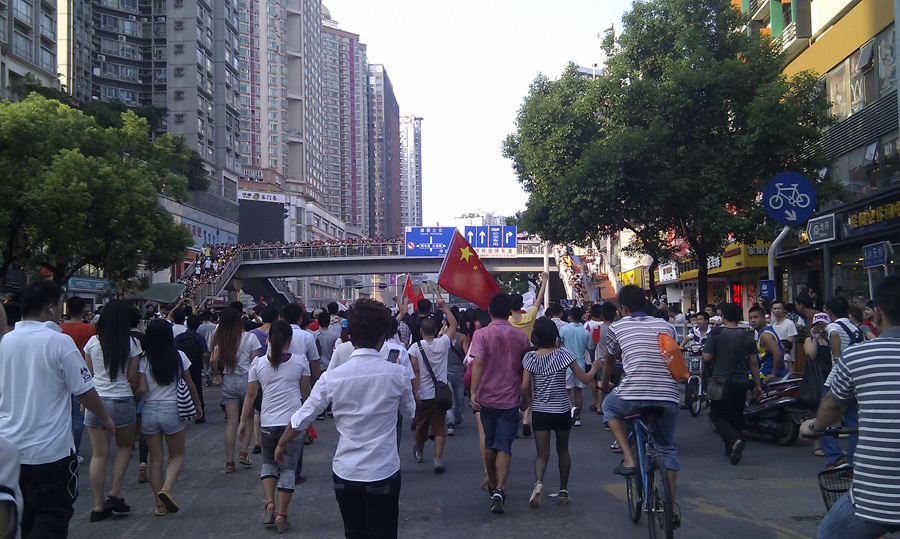
Shenzhen (China), 17 de septiembre de 2012. Protestas antijaponesas por las Senkaku

- El 19 de agosto, estallaron protestas en varias ciudades chinas, incluyendo Shenzhen, Chengdú, Xi'an y Jinan, así como Hong Kong.[21]

- El 26 de agosto, el gobierno japonés anunció que está haciendo una oferta de 2050¥ millones para las Islas Senkaku con el objetivo de ponerlas bajo el control del Estado a lo largo del mes siguiente.[22]

- El 11 de septiembre, China envió dos buques patrulla a las islas para demostrar su reclamación de propiedad.[23] Japón formalmente nacionalizó las tres islas.[24][25] El Ministerio de Relaciones Exteriores de Taiwán presentó una enérgica protesta ante Japón, considerando la compra de las islas un "movimiento muy hostil", que "no sólo perjudica a la cooperación a largo plazo entre Taiwan y Japón, sino que también va a agravar las tensiones regionales en el este de Asia".[26]
- El 12 de septiembre, hubo una pequeña protesta contra Japón en Taipéi que incluyó la quema de banderas japonesas.[27]
- El 13 de septiembre, el gobierno chino envió una carta náutica con líneas de base del mar territorial sobre las islas Senkaku a las Naciones Unidas.[28][29]

- Entre el 15 y el 16 de septiembre, los ciudadanos de China continental participaron en marchas de protesta y llamamientos a un boicot de los productos japoneses en hasta 85 ciudades de China,[30] incluyendo Shanghái, Shenyang, Zhengzhou, Hangzhou y Harbin, así como Hong Kong.[31][32][33] Se produjeron incendios de vehículos japoneses y otros actos criminales en Pekín,[34] Shenzhen,[34] Guangzhou,[35] Changsha,[36][37] Suzhou,[34] Mianyang,[33] Xi'an[38][37][39] y Qingdao.[34] Hubo protestas por parte de la comunidad de residentes chinos también en Los Ángeles,[40] Houston, San Francisco[41] y Chicago, así como una petición al gobierno de EE. UU. y al Congreso para que adoptaran una postura neutral en el conflicto.[42] Un reportero del South China Morning Post, Felix Wong fue golpeado por la policía en Shenzhen, mientras cubría las protestas.[43] El secretario de Defensa de EE. UU., Leon Panetta, dijo a los periodistas "Me preocupa que cuando estos países se dedican a las provocaciones de un tipo u otro a través de estas diversas islas se plantea la posibilidad de que un error de cálculo en un lado o el otro podría resultar en violencia y podría dar lugar a conflictos".[44]

- El 16 de septiembre, China anunció oficialmente que presentaba el plan para solicitar la extensión natural de su plataforma continental hasta Okinawa Trough, la ampliación de la ZEE de las Naciones Unidas a la Comisión de Límites de la Plataforma Continental.[45]

- El 17 de septiembre, Koichiro Gemba dijo que había un entendimiento mutuo de que los Estados Unidos defenderían las islas, a pesar de que el tema no fue discutido con los estadounidenses.